# Feuerbach (Adelsgeschlecht)

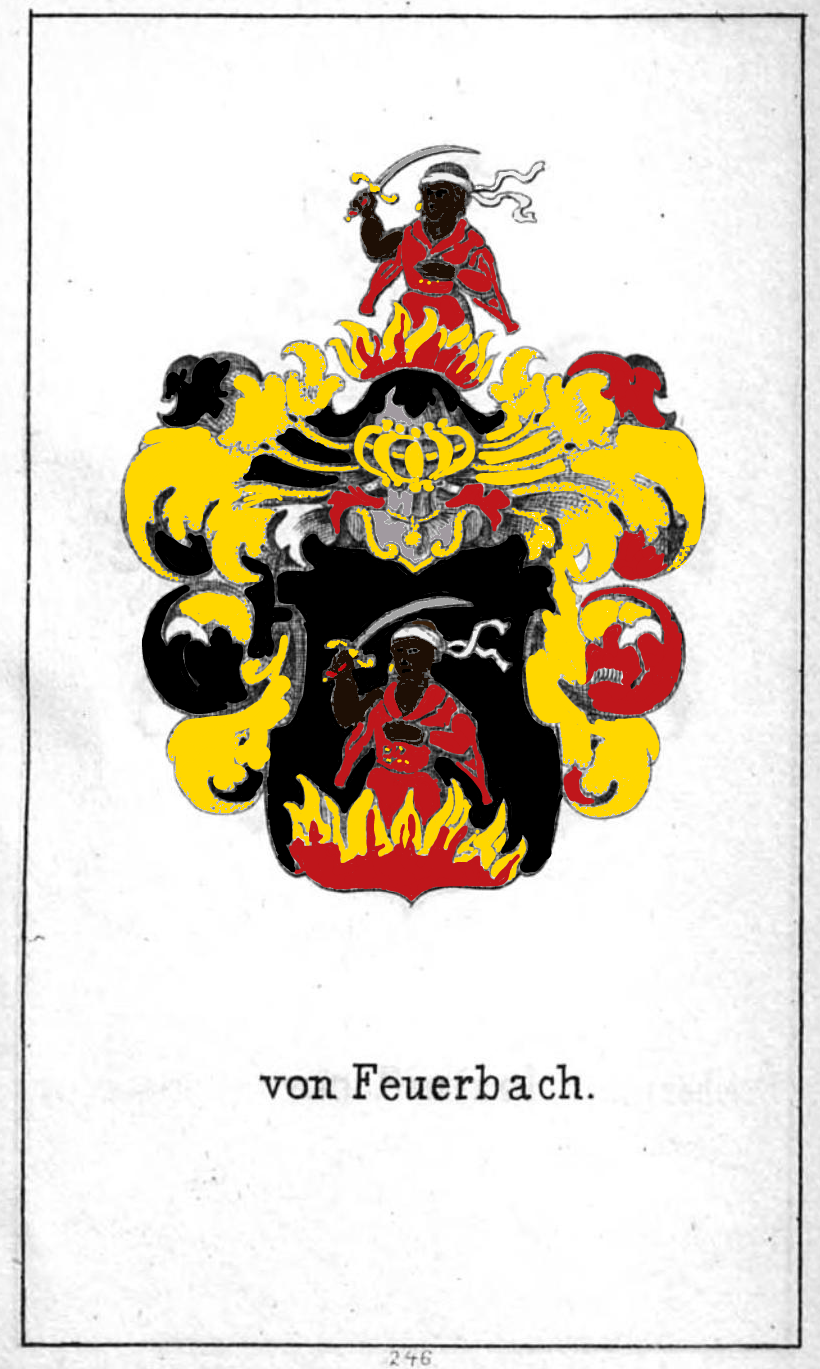
Wappen in Farbe (Vorlage: Leonhard Dorst)

Feuerbach, auch Forbach, Anger, Unger, Hunger, war der Name eines aus Görlitz stammenden Adelsgeschlechts. Es erlosch zu Beginn des 17. Jahrhunderts in Breslau.

## Geschichte

### Adelserhebung
Dem Görlitzer Ratsherren Johann Feuerbach (auch: Hans Forbach) ließ König Ferdinand am 24. April 1537 aus Prag wegen ihrer dem Haus Österreich gegen die Türken geleisteten Dienste einen Wappenbrief zukommen. Mit ihm erhielten auch Bernhard Berndts Söhne bzw. Feuerbachs Freunde, Caspar, Wolf und Joachim Berndt, einen Wappenbrief.
Am 23. Juli 1545 wurden die Brüder Johann, Heinrich, Johann (Hans), wohnhaft zu Görlitz, und Werner, wohnhaft zu Breslau, in den rittermäßigen Adelsstand erhoben.

### Genealogie
Betreffend der Genealogie der Familie Feuerbach gibt es zwischen den Genealogen teilweise geringe, teilweise auch weitreichende Unterschiede:
Darstellung nach Oskar Pusch:
Werner von Feuerbach; 1545 geadelt. 1553 Kirchvater in Breslau. ⚭¹ (in Görlitz) Anna Emmerich, Tochter des Jakob Emmerich; ⚭² (1543) Anna Uthmann und Rathen, Tochter des Hieronymus Uthmann und der Hedwig Rindfleisch. Aus seinem Ehen entstammten 9 Kinder
- Katharina († 18. März 1605) ⚭¹ Georg Schnitter; ⚭² Andreas Bessel, Organist in Görlitz
- Werner
  - Elisabeth
  - Michael
  - Friedrich
- Martin († 1597) ⚭ Elisabeth unbekannten Nachnamens
- Friedrich
- Anna († 8. September 1586) ⚭ Michael Uthmann und Rathen, Bruder ihrer vorerwähnten Stiefmutter Anna Uthmann und Rathen.
- Kinder aus zweiter Ehe des Kirchvaters Werner:
- Daniel. Seine vier Kinder verstarben jung
- Philipp ⚭ Maria Frentzel, Tochter Georg Frentzels und Martha, geborene Willinger
- Hans
- Adam ⚭ Hedwig Scholtz aus Krakau

Darstellung nach Konrad Blažek:
Johann Feuerbach, Görlitzer Ratsherr zwischen 1542 und 1548, starb im Jahr 1597 ohne Erben. Weil das von ihm im Jahr 1581 erworbene Posottendorf nach Johanns Tod an den Kaiser ging, scheinen zuvor auch seine Brüder ohne Erben verstorben zu sein.
Darstellung nach Paul Fritsch:
Johann Feuerbach, Ratsherr seit 1542, besaß zwischen den Jahren 1525 und 1575 Posottendorf und teilweise Radmeritz. Im Jahr 1547 befand er sich m Verlauf des Pönfalls unter den von König Ferdinand in Prag eingekerkerten Abgeordneten. ⚭ Anna, Enkeltochter Bernhard Berndts
- Johann ⚭ Dorothea Schmied
  - Johann. Verkaufte das geerbte Radmeritz an Valentin von Gersdorff

Erwähnung bei Erich Wentscher:
Erich Wentscher nannte in seiner Arbeit über das Görlitzer Adelsgeschlecht Schnitter „Katharina, T. d. Hans Feuerbach (Unger)“ als Ehefrau (Eheschließung am 11. September 1581) des Georg Schnitter.
Erwähnung bei Max Gondolatsch:
Gondolatsch beschrieb als Mitglied des Görlitzer Convivium Musicums eine Kurzbiografie des Joachim Feuerbach (* 14. Juli 1554 in Görlitz; † 24. August 1622 ebd.), Sohn des Johann Feuerbach und der Anna Willer. Hans, der Sohn Joachims Bruder Michael, erbte Joachims „Adelsbrief und goldenen Wappenring“. Joachim war seit Oktober 1588 bis zu seinem Lebensende am Görlitzer Gymnasium eine gewissenhafte Lehrkraft niederen Ranges (Katechet) gewesen. Martin Mylius und Andreas Brettel waren seine Schwager.
Kurzbiografie bei Richard Jecht:
Richard Jecht schrieb im Rahmen der Beschreibung einiger Häuser um den Untermarkt eine Kurzbiografie über den Ratsherren „Hans Feuerbach, Hunger genannt“. Demnach wurde dieser im Jahr 1505 geboren. Er war seit 1542 Ratsherr, bis zum Oberlausitzer Pönfall, im zeitnahen Verlauf dessen er mit zahlreichen andere, meist Abgeordneten der Sechsstädte, von König Ferdinand in Prag gefangen genommen wurde. Er starb im Jahr 1576.

## Wappen

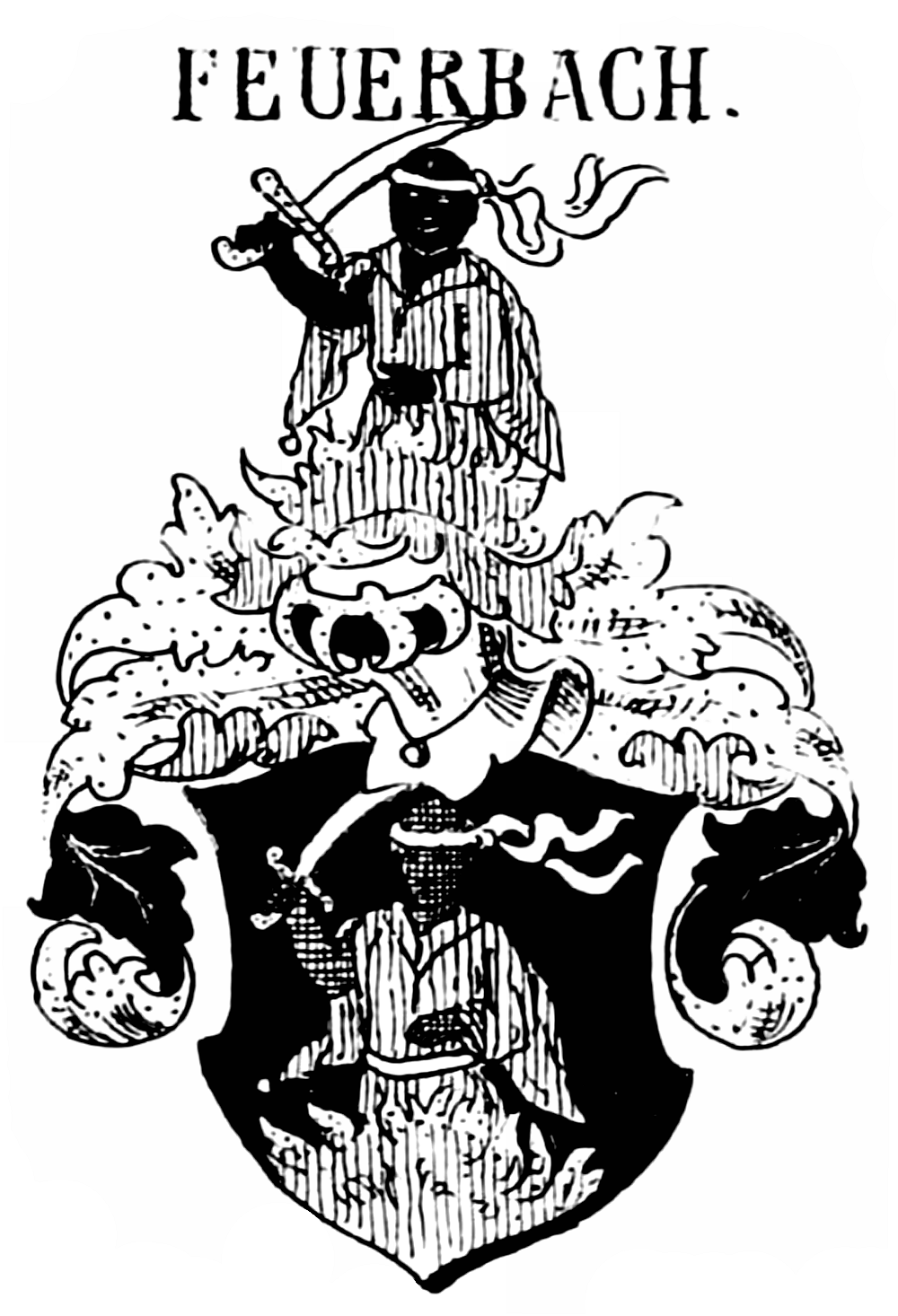
Wappen der Feuerbach in Siebmachers Wappenbuch

Das Wappen der Familie Feuerbach ist bei Konrad Blažek und dem ihn zitierenden Oskar Pusch übereinstimmend beschrieben: in schwarz ein aus im Schildfuß befindlichen Flammen herauswachsender Mohr im roten Kleid und mit weißer Kopfbinde. In der erhobenen rechten Hand hält er einen Säbel, die linke hält er an seine Brust. Kleinod: der Mohr wie im Schild. Decken: schwarz-golden. Leonhard Dorst stimmte mit dieser Blasonierung grundsätzlich überein, nannte zusätzlich einige Details (z. B. Ohrring, Kragen, Knöpfe …), stattdessen beschrieb er aber keine Helmdecken.
Oskar Pusch beschrieb auch die bei Albrecht von Reichel abgebildete Darstellung des Wappens: in blau ein Bauer in rotem Wams. In der erhobenen rechten Hand hält er ein Schwert, die linke herab. Auf dem Kopf ein Hut mit weißer Feder. Kleinod: der Bauer wie im Schild. Decken: blau-golden.
Das Wappen ist bei Konrad Blažek, Paul Fritsch und Leonhard Dorst übereinstimmend dargestellt, allerdings sind die Helmdecken jeweils beidseitig schwarz-golden-rot tingiert.